# نيص ذو ذيل الفرشاة
نيص لذيل الفرشاة أو إطرور أو أُطْرُور (الاسم العلمي Atherurus)، جنس حيوانات لبونة قاضمة من شيهم العالم القديم، أعطانه آسيا وأفريقيا. أنواعها 2.

## الوصف
أجسامها ربعة تطول من 30 إلى 45 سم. أذنابها كاسية تطول نحو 15 سم. وتنتهي بخطمة من الهلب سنبلية الشكل مبططة. رؤوسها مستطيلة. مقاضمها مقطومة. آذانها بادية منتصبة. جرازمها قصيرة. أظافرها قوية حادة. ظاهر أجسامها يكسوة الهلب والشوك الذرب القصير. تألف الحقول والمراعي والفيافي والقيعان. أحجرتها أنفاق تنتهي برداه تغور في التربة نحو 60 سم. تسرح في الليل. قوتها الأعشاب والجذور وجميع المواد النباتية والحشرات والوزغ والعظاء والأفاعي. إناثها تضع من درصين إلى أربعة أدراص تُخلق باصرة كاسية.